# Apatesia helianthoides
Apatesia helianthoides là một loài thực vật có hoa trong họ Phiên hạnh. Loài này được (Sol. ex Aiton) N.E.Br. mô tả khoa học đầu tiên năm 1927.